# Planet Unknown
Planet Unknown ist ein Legespiel der Spieleautoren Ryan Lambert und Adam Rehberg, das bei dem Spieleverlag Adam’s Apple Games entwickelt wurde und 2022 in einer englischsprachigen Version erschien. Im gleichen und im folgenden Jahr wurde es in Lizenz von mehreren weiteren Verlagen international veröffentlicht, in Deutschland erschien eine Version bei Strohmann Games. Bei dem Spiel handelt es sich thematisch um ein Science-Fiction-Spiel, bei dem verschiedene Planeten erforscht und erschlossen werden, um Ressourcen für die Erde zu gewinnen.
Das Spiel wurde im Mai 2023 neben Challengers! und Iki – Die Handwerker und Händler von Edo zum Kennerspiel des Jahres nominiert, wobei Challengers! ausgezeichnet wurde. Im Oktober des gleichen Jahres wurde Planet Unknown mit dem Deutschen Spielepreis ausgezeichnet.

## Hintergrund und Spielmaterial
Planet Unknown ist ein Legespiel, bei dem die Mitspieler jeweils einen bislang unbekannten Planeten erforschen und erschließen müssen. Mit Hilfe von Legeplättchen werden Landschaften und Ressourcen des Planeten erkundet, zugleich sammelt ein Rover Meteoriten und Rettungskapseln ein. Über die Erforschung und das Sammeln der Ressourcen bekommen die Spieler Siegpunkte in Form von Medaillen und es gewinnt der Spieler, der am Ende des Spiels die meisten Medaillen besitzt.
Das Spielmaterial besteht neben der Spielanleitung aus:
- einer Raumstation mit 144 Plättchen in 12 verschiedenen Formen,
- sechs Planeten, doppelseitig,
- sechs Konzerntableaus, doppelseitig,
- 30 Ressourcenmarker in fünf Farben,
- 14 Rover,
- 36 Rettungskapseln,
- 60 Meteoriten,
- 60 Bonusplättchen mit Biomasse,
- 12 Sektorenmarker,
- einem Kommandomarker,
- 36 Bevölkerungskarten in vier Stufen,
- 28 Zielkarten,
- 60 Ereigniskarten und
- einem Wertungsblock.

## Spielweise

### Spielvorbereitung
Die Raumstation mit den durchgemischten Landschaftsplättchen wird in der Tischmitte platziert. Vor dem Spiel bekommt jeder Spieler einen Planeten und ein Konzerntableau, wobei diese im Basisspiel jeweils identisch sind. Jeder Spieler wählt Spielerfarbe und bekommt die beiden zugehörigen Sektormarker. Mit einem Sektormarker wird ein beliebiger Sektor außerhalb der Raumstation markiert, der andere kommt als Kennzeichnung auf das Konzerntableau. Zudem bekommt jeder Spieler fünf Ressourcenmarker in verschiedenen Farben, die jeweils auf den Anfang der Ressourcenleiste des eigenen Tableaus gelegt werden. Jeder Spieler bekommt die Anzahl Rettungskapseln, die auf seinem Planeten angegeben ist (beim Standardplaneten sechs), sowie eine Anzahl Rover entsprechend des Konzernstableaus (beim Standardkonzern zwei), und platziert diese entsprechend auf dem Planeten.
Von jeder Stufe der Bevölkerungskarten werden zufällig eine Karte mehr als es der Anzahl Spieler entspricht in vier Stapeln sowie die Asteroiden und die Bonusplättchen in der Tischmitte bereitgelegt. Von den Zielkarten kommt je eine zwischen zwei der Mitspieler. Zuletzt wird ein Startspieler bestimmt, der den Kommandomarker bekommt.

### Spielregeln
Das Spiel verläuft über mehrere Runden, bis das Spielende stattfindet. Der Spieler mit dem Kommandomarker beginnt jeweils die Runde, indem er die Raumstation beliebig so dreht, dass jedem Sektormarker ein Sektor zugeordnet ist. Danach wählt jeder Spieler aus dem Sektor, an dem sein Plättchen liegt, eines der beiden verfügbaren Landschaftsplättchen und platziert dieses auf seinem Planeten. Dabei muss er das erste Plättchen an einem Rand des Planeten anlegen und alle folgenden müssen die bisher ausliegenden Plättchen an mindestens einer Stelle vertikal oder horizontal berühren. Die Plättchen dürfen sich dabei nicht überlappen und auch nicht über den Planetenrand ragen. Wird ein Plättchen auf einen auf dem Planeten befindlichen Rover oder einer Rettungskapsel platziert, werden diese zerstört und aus dem Spiel genommen.
Auf jedem Plättchen befinden sich zwei Abschnitte mit je einem Landschaftstyp und auf jedem der Abschnitte ist eine Ressource abgebildet; zusätzlich kann ein Meteorit abgebildet sein. Wenn die Spieler ihre Plättchen gelegt haben, bekommen sie die beiden abgebildeten Ressourcen und markieren dies mit dem entsprechenden Ressourcenmarker auf ihrem Konzerntableau. Die Reihenfolge liegt dabei in der Entscheidung der Spieler und kann eine Bedeutung für ergänzende Effekte haben. Befindet sich auf dem Plättchen zusätzlich eine Meteorit, wird ein entsprechender Spielstein auf das entsprechende Feld gelegt.
Insgesamt gibt es sechs verschiedene Arten von Ressourcen: Bevölkerung, Wasser, Biomasse, Rover, Technologien und Energie. Mit Ausnahme der Energie werden die Fortschritte auf dem Konzerntableau markiert und es werden jeweils spezifische Boni über entsprechende Felder aktiviert:
- Bevölkerung: Wenn der Ressourcenmarker auf der Bevölkerungsleiste über einen Meilenstein gezogen wird, nimmt sich der Spieler eine Karte vom Bevölkerungskartenstapel. Dabei nimmt er alle Karten der entsprechenden Stufe auf die Hand und sucht sich eine Karte aus. Karten mit einem „Sofort“-Effekt werden direkt aktiviert, „Spielende“-Karten gelten für die Abrechnung am Spielende.
- Wasser: Wasserressourcen werden nur gewertet, wenn ein entsprechendes Landschaftsplättchen mit mindestens einem Wasserfeld auf einem Eisfeld liegen. Auf der Wertungsleiste gibt es keine Meilensteine, dafür jedoch zahlreiche Medaillen.
- Biomasse: Wenn der Ressourcenmarker auf der Biomasseleiste über einen Meilenstein gezogen wird, nimmt sich der Spieler ein Bonusplättchen (1×1), das er direkt auf seinem Planeten einsetzt.
- Rover: Wenn der Ressourcenmarker auf der Roverleiste über einen Meilenstein gezogen wird, stellt der Spieler einen seiner Rover direkt auf ein beliebiges Feld des gerade gelegten Plättchens. Rückt der Marker auf eine Zahl, darf sich einer der auf dem Planeten befindlichen Rover um die entsprechende Anzahl Felder horizontal und vertikal bewegen. Kommt ein Rover auf ein Feld mit einem Meteoriten oder einer Rettungskapsel lädt er diese ein, die entsprechenden Spielsteine werden auf seinem Tableau platziert.
- Technologien: Wenn der Ressourcenmarker auf der Technologienleiste über einen Meilenstein gezogen wird, schaltet er damit eine er auf dem Tableau angegebenen Technologien und damit einen dauerhaften Effekt frei.
- Energie: Handelt es sich bei der Ressource um eine Energieressource, darf der Spieler eine beliebige Ressource eines an dem Landschaftstyp der Energieressource angrenzenden Feld nehmen, wobei sich der Landschaftstyp auch über mehrere Plättchen ziehen kann.

Außerdem gibt es auf den Fortschrittsleisten Felder für Synergieeffekte. Kommt ein Marker auf oder über ein solches Feld darf der Spieler einen weiteren Marker um eine Stufe weiterrücken und damit gegebenenfalls weitere Boni freischalten.

### Spielende
Das Spiel endet, wenn in einer Runde:
1. ein Spieler kein Plättchen aus seinem Sektor auf seinem Planeten regelkonform ablegen kann. In dem Fall wird die Runde zu Ende gespielt und alle Spieler, die kein Plättchen aus ihrem Sektor anlegen können, wählen frei eines der Plättchen und bekommen die entsprechenden Ressourcen, legen es aber nicht auf dem Planeten an.
2. nach der Auswahl ein einem Sektor der Raumstation keine Plättchen mehr vorhanden sind. In dem Fall wird die Runde zu Ende gespielt.

Bevor das Spiel endet werden noch die letzten Bonusplättchen verteilt und Spielende-Effekte gewertet. Danach werden die gewonnenen Medaillen auf dem Planeten und dem Konzerntableau gezählt:
- Für jede vollständig abgedeckte Reihe und Spalte auf dem Planeten ohne leere Felder und ohne Meteoriten erhält der Spieler je eine Medaille.
- Bei den Ressourcenleisten erhält der Spieler die Anzahl der Medaillen, die auf dem obersten überschrittenen Feld angegeben ist.
- Für jede eingesammelte Rettungskapsel und für je drei eingesammelte Meteoriten erhält der Spieler eine Medaille.
- Weitere Medaillen gibt es für entsprechende Bevölkerungskarten und erfüllte Nachbarschaftsziele.

Der Spieler mit den meisten Medaillen am Spielende gewinnt das Spiel. Bei einem Gleichstand gewinnt der Spieler, der weniger leere Felder auf seinem Planeten und wenn es auch hier noch einen Gleichstand gibt, derjenige mit den wenigsten nicht eingesammelten Meteoriten.

## Ausgaben und Rezeption
Planet Unknown wurde von den Spieleautoren Ryan Lambert und Adam Rehberg bei dem Spieleverlag Adam’s Apple Games entwickelt und 2022 in einer englischsprachigen Version veröffentlicht. Im selben Jahr erschien es international auf Spanisch, Ungarisch, Russisch und Chinesisch und 2023 wurde es auf Deutsch, Polnisch, Tschechisch und Koreanisch veröffentlicht.
Das Spiel wurde in zahlreichen Rezensionen überwiegend positiv beschrieben. Der Spielekritiker Harald Schrapers etwa bezeichnete es in seinem Blog games we play als „zwar kein besonders originelles Spiel – die einzelnen Elemente sind im Grunde bekannt – aber das Gesamtpaket [sei] überzeugend.“ Er bewertete es mit sechs von sechs möglichen Punkten und bemerkt zudem, dass das Spiel „verblüffend einfach zu erklären [ist], so dass Menschen, die ein wenig Spielerfahrung haben, sehr gut reinkommen.“ Udo Bartsch bezeichnet es als „reizvoll“ und schrieb zu dem Spiel, es sei allerdings „nicht rundum gelungen. Aus der Spielidee hätte man für mein Empfinden noch mehr herausholen können.“
Das Spiel wurde im Mai 2023 neben Challengers! und Iki – Die Handwerker und Händler von Edo für das Kennerspiel des Jahres nominiert. Die Jury des Spiel des Jahres schrieb dazu:

„Wer „Planet Unknown“ sieht, möchte gleich mitmachen: Die drehbare Servierplatte in der Tischmitte verheißt großen Spielspaß – und liefert ihn. Die Planetenpuzzelei funktioniert zu zweit genauso gut wie zu sechst, weil alle gleichzeitig agieren. Die einzigartige Kombination aus Legeteilen und Aktionen fühlt sich belohnend an. Der modulare Aufbau bietet elegant skalierbare Herausforderungen für Anfänger:innen und Fortgeschrittene.“

Im Oktober des gleichen Jahres wurde Planet Unknown mit dem Deutschen Spielepreis ausgezeichnet.

## Belege
1. 1 2 3 4 5 6 7 8 9 10  
Offizielle Spielregeln für Planet Unknown, Strohmann Games 2023.
2. ↑  
Versionen von Planet Unknown in der Spieledatenbank BoardGameGeek (englisch); abgerufen am 9. Juni 2023.
3. ↑  
Harald Schrapers: Planet Unknown, Rezension auf dem Blog „games we play“; abgerufen am 10. Juni 2023.
4. ↑  
Udo Bartsch: Planet Unknown, Rezension auf dem Blog „Rezensionen für Millionen“, 28. April 2023; abgerufen am 10. Juni 2023.
5. 1 2  
Planet Unknown auf der Website des Spiel des Jahres e.V.; abgerufen am 10. Juni 2023.
6. ↑  
Deutscher Spielepreis; abgerufen am 9. Oktober 2023.